# Tourist Trophy: The Real Riding Simulator
Pour les articles homonymes, voir Tourist Trophy.
Tourist Trophy: The Real Riding Simulator est un jeu vidéo de course de moto développé par Polyphony Digital et édité par Sony Computer Entertainment en 2006 sur PlayStation 2. Développé par les créateurs de la série Gran Turismo, le jeu partage son moteur avec Gran Turismo 4, les circuits et l'esthétique de la célèbre simulation automobile,,.
Le jeu se découpe entre son mode Arcade et son mode Tourist Trophy. Ce dernier comprend sept sous-parties : École de pilotage, Mode Défi, Épreuves, Garage, Équipement, Mode Photo et Contre-la-montre.
Ce jeu a été réédité sous le label Platinum, grâce un nombre de ventes dépassant les 400 000 exemplaires.

## Système de jeu
Le jeu se propose un mode Arcade et un mode Tourist Trophy. Ce dernier comprend sept sous-parties : École de pilotage, Mode Défi, Épreuves, Garage, Équipement, Mode Photo et Contre-la-montre.

## Liste des véhicules
Tourist Trophy: The Real Riding Simulator propose un grand nombre de modèles de moto.
| Constructeurs    | Modèles |
| ---------------- | --- |
| Aprilia          | Aprilia RSV 1000R '05, Aprilia RSV 1000R Factory '05, Aprilia RSV 1000R Factory RM '05 |
| BMW              | BMW K 1200 S '05, BMW K 1200 R '05, BMW K 1200 R RM '05, BMW K 1200 S RM '05, BMW R 1200 ST '05 |
| Buell            | Buell Lightning CityX XB9SX '05, Buell Firebolt XB12R '05, Buell Firebolt XB12R RM '05 |
| Ducati           | Ducati 999R '05, Ducati 999R RM '05 |
| Honda            | Honda FTR '05, Honda VT250F RM 82, Honda VT250F '82, Honda NS250R '84, Honda NSR250R SE '05, Honda XR250 Motard '05, Honda Forza Z '05, Honda Forza S '02, Honda RC162 '61, Honda NS250R RM'84, Honda NSR250R RM '84, Honda NSR250R SE RM '93, Honda NS400R RM '85, Honda NS400 R '85, Honda CB400SS '05, Honda VFR400R '89, Honda VFR400R RM '89, Honda CB400 four '79, Honda CBR600RR RM '05, Honda CBR600RR (JP) '05, Honda CB750F RM '79, Honda CB750F '79, Honda CB750F '81, Honda VFR '05, Honda CBR954 FireBlade '02, Honda CBR1000RR RM '05, Honda CBR1000RR (JP) '05, Honda CBR1100XX '01, Honda CB1300 Super Bol D'Or 05, Honda CB1300 Super Four '05, Honda CB1300 Super Four RM '05, Honda CB1300 Super Bol D'Or RM '05 |
| Kawasaki         | Kawasaki D-TRACKER '05, Kawasaki GPZ400R RM '85, Kawasaki GPZ400R'05, Kawasaki Ninja ZX-6R '05, Kawasaki Ninja ZX-6R RM '05, Kawasaki GPZ900R '84, Kawasaki GPZ900R RM '84, Kawasaki Z1000 '05, Kawasaki Z1000 RM '05, Kawasaki Z1000 R1 '82, Kawasaki ZX-10R RM'05, Kawasaki Z1000 S1 '82, Kawasaki Ninja ZX-10R '05, Kawasaki Zephyr1100 '05, Kawasaki Zephyr1100 RM '05, Kawasaki ZRX 1200R '05, Kawasaki ZRX1200R RM '05, Kawasaki Ninja ZX-12R '00, Kawasaki Ninja ZX-12R RM '00 |
| MV Agusta        | MV Agusta Brutale 910 '05, MV Agusta Brutale 910 '05, MV Agusta F4-1000S '05, MV Agusta F4-1000S RM '05 |
| Suzuki           | Suzuki RG250 Gamma '83, Suzuki RG250 Gamma RM '83, Suzuki Skywave 250 TypeS '05, Suzuki Skywave 250 SS '05, Suzuki DR-Z400SM '05, Suzuki GSX-R 400 RM '84, Suzuki GSX-R 400 '84, Suzuki RG500 Gamma RM'85, Suzuki RG500 Gamma '85, Suzuki GSX-R 600 '05, Suzuki GSX-R 600 RM'05, Suzuki Skywave 650 '04, Suzuki GSX-R 750 '05, Suzuki GSX-R 1000 '05, Suzuki GSX-R 1000 RM '05, Suzuki GSX 1100S KATANA F.E. RM '00, Suzuki GSX 1100S KATABA FinalEdition '00, Suzuki GSX 1300R Hayabusa SPECIAL COLOR '05, Suzuki GSX 1300R Hayabusa RM '05, Suzuki GSX 1300R Hayabusa '05, Suzuki GSX 1400 '04, Suzuki GSX 1400 RM '04 |
| Triumph          | Triumph Daytona 650 '05, Triumph Daytona 650 RM '05, Triumph Sprint ST '05, Triumph Speed Triple '05, Triumph Speed Triple RM '05 |
| Yamaha           | Yamaha TZ125 '03, Yamaha TW225E '05, Yamaha RZ250'80, Yamaha RZ250 RM '80, Yamaha TZR250 SPR RM '95, Yamaha TZR250 RM '85, Yamaha TZR250 SPR '95, Yamaha TZR250 '85, Yamaha TZR250 '85, Yamaha GRAND MAJESTY 250 '05, Yamaha TZ250 '03, Yamaha FZR400 RM '86, Yamaha SR400 RM '05, Yamaha SR400 '05, Yamaha FZR400 '86, Yamaha RZV500R RM '84, Yamaha TMAX '05, Yamaha RZV500R '84, Yamaha TMAX RM '05, Yamaha YZF-R6 '05, Yamaha YZF-R6 RM'05, Yamaha TDM900 '05, Yamaha YZF-R1 '05, Yamaha YZF-R1 RM '05, Yamaha VMAX RM '05, Yamaha VMAX '05, Yamaha XJR1300 '05, Yamaha XJR1300 RM '05, Yamaha FJR1300 '05, Yamaha MT-01 '05, Yamaha MT-01 RM '05                                                                               |
| Yoshimura        | Yoshimura GS1000, Yoshimura XR69 '80, Yoshimura Hayabusa X-1 '00 |
| 7 Honda          | 7 Honda CBR1000RRW Suzuka 8H '05 |
| Moriwaki         | Moriwaki CBR600RR-Moriwaki '05 |
| Moriwaki Motul   | Moriwaki Motul Tiger Racing CBR1000RR Suzuka 8H '05 |
| TRICK STAR       | TRICK STAR ZX-10R Suzuka 8H '05 |
| Yoshimura Suzuki | Yoshimura Suzuki JOMO with SRIXON GSX-R 1000 Suzuka 8H '05 |
| YSP & PRESTO     | YSP & PRESTO Racing YZF-R1 Suzuka 8H '05 |

## Accueil
Tourist Trophy: The Real Riding Simulator reçoit un accueil mitigé de la part de la presse spécialisée lors de sa sortie,.

## Distinctions
Tourist Trophy reçoit un award de la meilleure simulation PlayStation 2 de l'année 2006.